# Весляна (приток на Кама)
Весляна (на руски: Весляна) е река в Република Коми и Пермски край на Русия, ляв приток на Кама (ляв приток на Волга). Дължина 266 km. Площ на водосборния басейн 7490 km².
Река Весляна води началото си от силно заблатени местности по южния склон в източната част на възвишението Северни Ували, на 200 m н.в., на 30 km югозападно от село Зимстан, в южната част на Република Коми. На 7 km след извора си навлиза в Пермски край, като тече последователно на югозапад, юг, изток и изток-югоизток в широка и плитка, залесена долина, в която силно меандрира. В горното течение ширината на коритото ѝ е 30 – 35 m, в средното 60 – 100 m, а в долното – над 100 m. Влива се отляво в река Кама (ляв приток на Волга), при нейния 1193 km, на 135 m н.в., при село Уст Весляна, в северозападната част на Пермски край. Основни притоци: леви – Руч (70 km), Дозовка (55 km); десни – Чорная (149 km), Утва (76 km). Весляна има смесено подхранване с преобладаване на снежното с ясно изразено пролетно пълноводие в края на май и началото на юни, когато нивото ѝ се повишава на места до 3 m. Среден годишен отток 68 m³/s. Плавателна за плиткогазещи съдове на 70 km от устието, до село Пелмин Бор. По течението ѝ са разположени 13 малки села в Пермски край. 